# Ritmus 0
A Ritmus 0 (Rhythm 0) Marina Abramović jugoszláv művésznő híressé vált performansza volt, melyet 1974-ben a nápolyi Studio Morrában rendeztek meg. A performansz keretében Abramović hat órán keresztül állt a közönsége előtt és hagyta, hogy azt csináljanak vele, amit akarnak. Ehhez segítségül egy asztalon 72 különféle tárgyat helyezett el – köztük kalapácsot, baltát, mézet, rózsát, ostort, szappant, rúzst, láncot, fésűt, fűrészt és egy pisztolyt, mely egy golyóval volt megtöltve.
Abramović azt szerette volna kideríteni, hogy az emberek hogyan reagálnak egy olyan a szituációra, ahol 6 órán keresztül azt tehetnek vele, amit csak akarnak.

## A performansz
Abramović egy táblán egy útmutatást tett közzé:
Útmutatás.

Az asztalon 72 tárgy található, amit kedvükre használhatnak.

Performansz.

Én is egy tárgy vagyok.

Ez idő alatt minden felelősség az enyém.

Időtartam: 6 óra (este nyolc és hajnali kettő között)
Eleinte a nézők óvatosak, kedvesek és tapintatosak voltak, de az idő előrehaladtával egyre durvább dolgokat műveltek vele. A ruháját letépték, megvagdosták, sebeket ejtettek rajta, égő csikket nyomtak el a bőrén, hajába is belevágtak. A megtöltött fegyvert a fejéhez tartották. Hat óra elteltével a performansz véget ért. Az addig mozdulatlan Abramović lassan megindult a közönség felé, akik rádöbbenve, hogy mit is tettek hátrálni, menekülni kezdtek.
Thomas McEvilley műkritikus, aki jelen volt az eseményen, így számolt be a látottakról:
„Szelíden kezdődött. Valaki körbeforgatta. Valaki a levegőbe emelte a karját. Valaki finoman megérintette. A nápolyi éjszaka kezdett felforrósodni. A harmadik órában ruháit borotvapengékkel vágták el. A negyedik órában ugyanazok a pengék a bőrét kezdték felfedezni. A torkát elvágták, hogy valaki kiszívja a vérét. Különböző kisebb szexuális zaklatásoknak volt kitéve. (…) Amikor egy töltött pisztolyt tartottak Marina fejéhez és a ujját a ravaszhoz erősítették, harc tört ki a közönség tagjai között.”
„Azt tanultam ebből a kísérletből, hogy ha a közönségre bízod a döntést, megölhetnek” – nyilatkozta később a művésznő. „Nagyon meggyalázottnak éreztem magam: levágták a ruháimat, rózsatövist nyomtak a gyomromba, egy ember a fegyvert a fejemhez tartotta, egy másik meg elvette. Agresszív légkör alakult ki. Pontosan 6 óra múltán, ahogy terveztem, felálltam, és a közönség felé indultam. Mindenki elszaladt, hogy elkerülje a tényleges konfrontációt.”